# Промышленность строительных материалов России
Промышленность строительных материалов России — отрасль российской промышленности.

## Объёмы производства и потребления по основным товарным группам
| Виды продукции                                             | Производство | Экспорт | Импорт  | Потребление |
| ---------------------------------------------------------- | ------------ | ------- | ------- | ----------- |
| Цемент, тыс. тонн                                          | 44,155.5     | 2,991.5 | 1,718.8 | 42,882.8    |
| Материалы строительные нерудные, млн м³                    | 211.8        | 0.5     | 6.8     | 218.2       |
| Стекло строительное(в натуральном исчислении), млн м²      | 96.2         | 1.4     | 1.9     | 96.6        |
| Стекло лист. термополир.(в натуральном исчислении), млн м² | 119.4        | 25.4    | 9.4     | 103.4       |

## Цементная промышленность
Всего в России выпускают 106млн т ценента, на ~60 заводах... 
Новороссийск — крупнейший центр цементной промышленности на юге России, созданный на базе крупных месторождений высококачественных мергелей. В городе находится штаб-квартира крупного производителя цемента «Новоросцемент». Заводы «Пролетарий», «Октябрь», «Атакайцемент», «Верхнебаканский цементный завод» и другие.
Ведётся строительство двух новых современных технологических линий, в рамках реконструкции имеющихся цементных заводов:
ОАО «Верхнебаканский цементный завод» (строительство второй технологической линии мощностью 2,3 млн.тонн) и
ОАО «Новоросцемент» (строительство второй технологической линии на заводе «Первомайский»).
ОАО «Себряковцемент» — Себряковский цементный завод (г. Михайловка), один из крупнейших заводов в отрасли.
Планируется строительство нового современного цементного завода ЗАО «Новороссийский цементный завод „Горный“» мощностью 3,5 млн тонн цемента в год.
В Миассе проектируется цементный завод (планируемое начало функционирования — с 2011 года).

## Производство кирпича
В 2015 было произведено ~10млрд кирпичей. 
Предприятия:
- Кирпичный завод «Турина гора»
- ЗАО «Миасский кирпичный завод»
- ОАО Глубокинский кирпичный завод
- ООО «Миасский керамический завод»
- ОАО «Стройкерамика» [5]

## Предприятия
- Барнаульский комбинат железобетонных изделий №1
- Барнаульский комбинат железобетонных изделий №2
- Барнаульский экспериментальный завод крупнопанельного домостроения
- Екатеринбургский завод крупнопанельного домостроения (ЖБИ-«Бетфор») — одно из крупнейших предприятий Урала по производству железобетонных изделий, бетонных и растворных смесей для строительства объектов различного назначения, изделий из газозолобетона. По инициативе Бориса Ельцина в 70-е годы была проведена масштабная реконструкция предприятия, завод сыграл значительную роль во время строительного бума в городе, в год завод укомплектовывал строительство более, чем 450 тысяч квадратных метров жилья. С помощью этого предприятия были практически полностью застроены жильём 3 новых микрорайона города — Ботанический, Заречный и Синие Камни. К 1990 году завод вышел на первое место в СССР по объёму производства железобетонных изделий[6].
- ООО «Производственное предприятие „Кровлестом“» — Ишимбайский завод кровельных материалов, построенный в 1998 году.
- Костромской завод кровельных материалов (КЗКМ) — один из крупнейших производителей мягких рулонных наплавляемых кровельных и гидроизоляционных материалов на основе битума и стеклоосновах, а также битумных мастик и праймеров.
- Первая железобетонная компания
- Уральский завод кровельных материалов (УЗКМ) — изготавливает кровлю для зданий и ангаров, профнастил, металлочерепицу, сайдинг, водосточные системы.
- Нижне-исетский завод металлоконструкций — производит металлоконструкции для промышленных и гражданских предприятий, телевидения и радиовещания, каркасы вытяжных дымовых труб и факельных стволов, опоры линий электропередачи, резервуары для нефтепродуктов.
- Уральский завод металлоконструкций (УМЕКОН) — производит опоры линий электропередачи, порталы, ростверки, дорожные и мостовые ограждения, метизную продукцию.
- Завод Уралтрансжелезобетон — производит товарный бетон, сборный железобетон, дорожные плиты, блоки ФБС, перемычки, плиты перекрытия, плоские плиты, стеновые блоки, столбы ограждения, железобетонные сантехподдоны.
- Завод керамических изделий (Уралкерамика) — производство керамической плитки и сантехники.
- Свердловский завод гипсовых изделий — производит строительные материалы на основе гипсовых вяжущих.
- Завод Стройпластполимер — многопрофильное предприятие, специализирующееся на выпуске линолеума, кирпича, металлопластовых труб, липкой технической ленты, мастик, погонажных и профильных изделий и других полимерных материалов.
- Екатеринбургский завод теплоизоляционных изделий — производит теплоизоляции на основе минераловатных изделий.
- ЗАО «Уралтальк», с 1925 — добыча микрокальцита (талька) и мрамора, производство минеральных порошков и наполнителей.
- АПСИ «Миасский железобетон» (ЖБИ), с 1945 — добыча и переработка фракционированного щебня и строительного песка, производство бетонных и железобетонных конструкций, строительных растворов и бетона.
- ФГУП «Хребетский щебеночный завод», с 1947 — производство щебня для ОАО «РЖД»
- ЗАО «Гидромеханизация», с 1957 — добыча песка и гравия; очистка и дноуглубление водохранилищ; очистка промотстойников от шлаков; извлечение драгоценных металлов и минералов при производстве гидромеханизированных работ; реконструкция, строительство гидроузлов, земляных плотин, насосных станций, резервуаров для водоснабжения; строительство сортировочных комплексов, автодорог, дамб, зданий.
- ООО «Миасский завод крупнопанельного домостроения» (КПД, ДСК), с 1972 — производство бетонных плит, строительных материалов, столярных изделий, обоев
- ЗАО «Южураларматура Сантехник» (Миасский завод трубопроводной арматуры), с 1988 — производство стальных задвижек, чугунных кранов и вентилей.
- ООО «Очаковский комбинат ЖБИ», основан в 1990 году — производство железобетонных изделий для строительства, благоустройства дорог и территорий.♙